# Mariano Comense
Mariano Comense (semplicemente Mariano fino al 1862; Mariàn in dialetto brianzolo, AFI: /maˈrjaŋ/) è un comune italiano di 25 454 abitanti della provincia di Como in Lombardia. Importante centro industriale brianzolo, ha una superficie territoriale con un'altimetria che varia dai 252 m s.l.m. ai 331 m s.l.m..

## Geografia fisica
Mariano si trova in una posizione strategica, al limite tra l'alta pianura e la collina comasca, tra il torrente Seveso e il fiume Lambro, a metà strada tra Como e Milano e nella parte settentrionale della Brianza. La città è attraversata da numerosi torrenti (il principale dei quali è il torrente Terrò), che tuttavia, a causa della siccità e dello sfruttamento sempre più intensivo delle falde acquifere da parte degli acquedotti della zona, sono andati con il tempo in secca per un lungo tratto. Nel territorio comunale sono presenti tre laghi tutti creati artificialmente: i primi due si trovano su uno dei colli di Mariano e risalgono alla fine del 1800, creati per contenere le acque utilizzate per l'irrigazione dei campi dalle cascine Belvedere e Mordina, e da quest'ultima prendono il nome. Questi due laghi fanno parte del parco della Brughiera Briantea: il più piccolo, ricchissimo di flora e fauna, è una delle riserve più ricche del territorio Comasco-Brianzolo; il più grande è percorso da una passeggiata sulle sue sponde ed è ammessa la pesca. Il terzo lago si trova nel parco dei Vivai.
Nel territorio boschivo tra Lentate, Novedrate, Meda, Seveso, Figino e Mariano sono presenti molte altre pozze d'acqua: la zoca dei Pirutit (nel territorio di Meda), il lago Azzurro (nel territorio di Lentate) e il laghetto dell'Imperatore (nel territorio di Novedrate).
La geologia del sottosuolo è di tipo fluvioglaciale recente con pietre e detriti alluvionali; verso nord invece presenta un terrazzamento argilloso-ferritico che in passato e nell'epoca romana ha fornito argilla per vasellame e laterizi. La vegetazione tipica della zona è la brughiera in concomitanza al bosco di latifoglie, che però è praticamente scomparsa in quanto rimpiazzata, a partire dalla fine dell'Ottocento, da piante non endemiche come l'acacia.

## Origini del nome
Sulle origini del nome "Mariano" sono state formulate diverse teorie: una prima è che derivi dal console romano Manlio Teodoro, che ha vissuto nella città; un'altra è che sia una latinizzazione dei toponimi liguri Marra o Marna, con il significato di terra ricca d’acqua o terra di confine. Altra ipotesi ancora è che discenda dalla radice "MAR", che in celtico significa palude. È ormai accertato che, prima di essere abitata, l’area di Mariano era una palude. Nel Medioevo, comunque, il comune era già chiamato Mariano. "Comense" è stato aggiunto nel 1863, dopo l'Unità, per differenziarla dagli omonimi nel resto d'Italia.

## Storia

### Dalle origini all'Impero Romano
I primi abitanti di Mariano molto probabilmente, anche se le prove sono esigue, furono uomini del paleolitico, fatto testimoniato dai rari ritrovamenti effettuati da un ricercatore locale, Renato Bellotti, che ha rinvenuto a nord della città frammenti di selce, alcune accette, punte di freccia e un lisciatoio in pietra levigata riconducibili all'VIII millennio a.C.
Successivamente si hanno tracce sporadiche di ritrovamenti risalenti all'età del rame e a quella del ferro che, correlati con quelli delle località vicine, permettono di ipotizzare una costante presenza umana nella zona. La città incominciò a suscitare interesse quando diversi gruppi di coloni si installarono nella zona, molto probabilmente perché fertile e riparata. I primi interventi effettuati dai coloni sono stati quelli di centuriazione e sono in parte visibili ancora oggi; in seguito venne edificato un villaggio le cui tracce sono state trovate, sotto forma di mura perimetrali, in località Fontanone nel 1990, grazie alla costante attenzione di Bellotti che informò prontamente la sovraintendenza di Como. Lo scavo, condotto dall'associazione Unarlo di M. Marcias con la collaborazione di Paul Blockley della dottoressa Silvana Mauri, portò alla luce diversi muri di fondazione di edifici e numerosi ciottoli e vasi risalenti alla prima metà del I secolo a.C.
Sempre a quel periodo si fa risalire la necropoli di via Tommaso Grossi, una delle più grandi della Lombardia e forse uno dei più importanti ritrovamenti archeologici della zona, scoperta nel maggio del 1977 dai signori Alessandro e Mario Secchi in seguito a uno scavo stradale sotto la loro abitazione; essi, alla comparsa di una cassetta quadrangolare di terracotta, fermarono il manovratore della scavatrice e rinvennero nella stessa uno specchio d'argento e vari vasetti in vetro assieme alle ceneri del defunto. Resisi conto dell'importanza del ritrovamento informarono immediatamente la sovraintendenza archeologica della Regione Lombardia che, con due campagne di scavo, una nel 1977 e una nel 1978, rinvenne un numero complessivo di 130 tombe. Il sito rimase sotto osservazione e nel 1996, in seguito ad alcuni sondaggi, vennero rinvenute altre cinque sepolture. Successivamente, nel 1997, in seguito alla demolizione del capannone della ditta Giussani, vennero rinvenute 34 sepolture e, infine, nell'ultima campagna effettuata nel 1998, si concluse il lavoro di scavo con il rinvenimento di altre 54 sepolture e, a circa due metri di profondità, di un tratto intatto di strada lastricata con dei sassi bianchi rotondeggianti. Il numero complessivo delle sepolture ammonta a 220 e la grandissima quantità di oggetti rinvenuti ci restituisce un'immagine molto fiorente della Mariano del tempo, popolata da gente della fascia borghese e nobile e centro di importanti commerci e scambi.
In questa cittadina, inoltre, visse per molti anni Manlio Teodoro, importante consigliere dell'imperatore Teodosio I ma soprattutto console nell'anno 399, a cui oggi è dedicata la piazza centrale, dove trova ubicazione il municipio. I Romani, infatti, si insediarono a Mariano Comense nel secondo secolo dell'era cristiana, in una comunità di origine ligure-celtica dedita ad artigianato, agricoltura e allevamento. A prova di ciò, sono state rinvenute tracce di una necropoli romana nei pressi di Via Grandi e ben centoundici tombe risalenti al I secolo a.C., in ottimo stato di conservazione, lungo il corso della Roggia Borromea.

### L'alto Medioevo
La diffusione del cristianesimo, invece, avvenne solamente nel V secolo. Infatti, nel 386, Agostino d'Ippona, in un suo scritto, non accennò alla presenza di cristiani nei dintorni di Cassago Brianza, dove egli si trovava in quel momento. Tuttavia, nell'alto Medioevo, la diocesi di Milano venne suddivisa in 14 plebanie, tra le quali troviamo anche quella di Mariano, comprendente anche Cabiate, Carugo, Brenna, Arosio, Olgelasca, Inverigo, Gattedo, Paina e Bigoncio. Alla fine dell'età romana, dopo le invasioni barbariche, la storia del borgo si sviluppa attraverso l'età longobarda e franco-carolingia (VI secolo – X secolo), evolvendo la sua importanza fino ad arrivare a essere, nell'XI secolo, una delle più ricche pievi di tutta la Lombardia.
Al VII secolo risale una pergamena in cui la zona viene identificata con la dicitura fundus Marlianus.

### Il basso Medioevo
Nel basso Medioevo, la città era molto importante sia dal punto di vista religioso (contava ben ventiquattro chiese in tutta la pieve), sia da quello politico e civile. Non per altro il borgo di Mariano, circondato da un profondo fossato, possedeva anche un castello, oggi distrutto, ed era a capo di una pieve dello Stato milanese. Inoltre, in epoca comunale, le città di Mariano e di Cantù furono alleate di Milano dapprima nella guerra contro Como (1118-1127) - durante la quale la città venne saccheggiata dai comaschi ma anche attaccata dai milanesi, a causa di un cambio di parte - e poi nella guerra contro l'imperatore Federico Barbarossa condotta dalla Lega Lombarda. In questo periodo, grazie alla nascita di un importante mercato, il borgo conosce anche un periodo di fioritura economica.
Nel 1460 Francesco Sforza concesse ai marianesi la facoltà di tenere un mercato ogni mercoledì.
A partire dai secoli XIV e XV il borgo seguì le vicende del Ducato di Milano. Dopo essere stato un possedimento visconteo fino al 1447, nel 1450 Mariano e la sua pieve furono affidati alla famiglia Marliani, fino a quando, nel 1476, il Duca di Milano Galeazzo Maria Sforza infeudò il territorio marianese alla favorita Lucia Marliani, che in seguito lo fece ereditare ai suoi figli. Nel XVI secolo ci fu dapprima una breve parentesi in cui la giurisdizione della pieve di Mariano passò nelle mani dei Giussani (1538), mentre il borgo finì in quelle dei Tolentino e dei Taverna. Si deve proprio a un Taverna (Francesco) la concessione, da parte di Carlo V d'Asburgo, di riprendere il mercato del mercoledì a partire dal 1543, dopo che lo stesso era stato sospeso a seguito a un periodo di stallo economico. Verso la fine dello stesso secolo, prima la pieve (1590) e poi anche il paese (1596) tornarono a costituire un feudo dei Marliani, che vi esercitarono i loro benefici feudali sul territorio marianese fin'oltre la fine del XVIII secolo. Durante il periodo della dominazione spagnola sul Ducato milanese, uno dei membri della famiglia Marliani, Giovanni, diventò ambasciatore del Re Filippo II di Spagna; tuttavia, in questo periodo la vita fu resa molto difficile dal malgoverno e da due epidemie di peste che uccisero moltissime persone, alla cui memoria sono stati eretti un lazzaretto ancora esistente e una croce in Piazza Roma. Inoltre, secondo il cronista trecentesco Galvano Fiamma, i Visconti, sovrani di Milano per un lungo periodo, trassero origine proprio da Mariano.

### Dalla Lombardia austriaca al Regno Lombardo-Veneto
Durante la dominazione austriaca, Mariano conobbe un periodo decisamente migliore, grazie a una serie di riforme che si rivelarono utili al paese, che divenne uno dei borghi principali del milanese, superiore anche a Cantù.
Da un punto di vista amministrativo, nel 1751 il comune di Mariano includeva anche i cassinaggi di Contina, Malpensata, Mordina, Mascellina, "Rogorina Sormani", Colombara, "Rogorina Ronzoni", Belvedere, "Castel Marino", Moriggiotto, Mosciellina, "De Pedroli", Pallazzetta, "Comun Borromeo" con Porada, "Comun Marliani con Sant’Alessandro e Catabrega, "Comun Casati e Consorti" con Sant’Alessandro, "Del Moiolo", "Della Vignazza" e del Cantalupo. Il "Comun Borromeo", il "Comun Marliani" e il "Comun Casati e Consorti" costituivano tre "comunetti" dotati di proprio console e di proprio cancelliere. Tra il 1755 e il 1757 il comune di Mariano vide allargarsi ulteriormente i suoi confini per via dell'annessione della Cassina del Perticato.
Nel 1774 divenne sede di pretura e nel 1775 di cancellierato per volere dell'imperatore Giuseppe II. La giurisdizione della pretura si estendeva non solo alla pieve di Mariano ma anche alla Squadra di Nibionno e alle pievi di Agliate, Galliano, Incino e Seveso. L'amministrazione della giustizia, però, venne irrigidita tanto che Mariano divenne tristemente nota, insieme a Seregno, Meda e Paina, per il banditismo. In questo periodo, vennero edificate numerose ville signorili, tuttora esistenti.
Con l'instaurarsi della Repubblica Cisalpina, Mariano fu confermata centro di pretoria con giurisdizione su una cinquantina di comuni nonché capoluogo del Circondario II del Dipartimento del Lavoro.
Un decreto di riorganizzazione amministrativa del Regno d'Italia napoleonico datato 1807 sancì l'annessione, da parte di Mariano, del comune di Cabiate. La decisione fu tuttavia cancellata dalla Restaurazione del 1815, in seguito alla quale Mariano fu inserita nel Regno Lombardo-Veneto. In questo periodo Mariano cessò di essere centro pretorile, ma non perse d'importanza poiché venne edificata, in Piazza Roma, una caserma, sede di una guarnigione militare austriaca. Fino al 1829 fu anche sede dell'Imperiale Regio Commissario del Distretto XXVI, che venne in seguito trasferito a Cantù. Nel 1835, il comune era formato da case coloniali e civili divise in cinque contrade.

### Il Risorgimento
La partecipazione dei marianesi ai moti risorgimentali fu molto notevole: nel 1848 a Mariano si costituì una Guardia Nazionale Repubblicana, nel 1859 Giuseppe Garibaldi, di ritorno dalla vittoriosa battaglia di S. Fermo contro gli austriaci, sostò nel comune e tenne un discorso dal balcone della ex caserma in Piazza Roma, tra l'entusiasmo dei marianesi. Dopo l'Unità d'Italia, la città seguì le vicende nazionali.

### Le due guerre mondiali
Nella prima guerra mondiale, i caduti marianesi sul Carso furono 127, ricordati in Viale Rimembranze da altrettanti alberi. Mariano è stata amministrata per anni da Filippo Meda, fervente antifascista che divenne Parlamentare e Ministro per il Partito Popolare Italiano. Durante la Seconda guerra mondiale, Mariano fu duramente colpita dai bombardamenti alleati all'inizio del conflitto, che distrussero parecchie fabbriche, la linea C80 del tram Seregno-Cantù, qualche decina di case e uccisero diversi cittadini. Il 26 aprile 1945, invece, un gruppo di partigiani marianesi appartenenti al movimento Giustizia e Libertà partecipò a uno scontro a fuoco contro le SS in ritirata a seguito del crollo del fronte, provenienti da Meda e dal cortile della scuola elementare cittadina, conclusosi con la resa dei tedeschi, durante il quale si contano sei morti civili, ricordati da una lapide posta nel 2016 in Piazza Roma, e 15 feriti. Il 30 aprile successivo una colonna americana entrava in città, donando poi al Comune animali da soma e carri. Va d'altra parte ricordata l'uccisione di alcuni cittadini, accusati di essere fascisti, da parte del succitato movimento partigiano Giustizia e Libertà.
Il 2 settembre 1945 si svolse, nei boschi tra Mariano Comense e Lentate sul Seveso, la prima Festa de l'Unità d'Italia, che vide la partecipazione di 500 000 persone e dei più importanti esponenti del partito, fra cui Giorgio Amendola, Emilio Sereni, Cino Moscatelli, Gian Carlo Pajetta e Luigi Longo.

### Titolazione a città
A Mariano Comense fu concesso il titolo di città il 29 febbraio 1996 e adottò come stemma comunale quello antico dei Marliani.

### Simboli
Lo stemma e il gonfalone sono stati concessi con decreto del presidente della Repubblica del 10 luglio 1962.
Lo stemma deriva dall'emblema degli Sforza della signoria di Cislago: d'azzurro, al leone d'oro, tenente fra le zampe anteriori un ramo di cotogno dello stesso.
Il gonfalone, concesso con D.P.R. del 29 febbraio 1996 in occasione del conferimento del titolo di Città, è un drappo partito di giallo e di azzurro. In precedenza il Comune aveva in uso un gonfalone di azzurro, concesso nel 1962.

## Monumenti e luoghi d'interesse

### Architetture religiose

#### Chiesa prepositurale plebana di Santo Stefano Protomartire
Eretta prima dell'anno Mille, la pianta principale vedeva presenti una sola navata, il coro e una sola porta d'accesso. Nel 1570, Carlo Borromeo invita i cittadini ad ampliarla; si arriva così, nel 1583, data di conclusione dei lavori, ad avere tre navate divise da dieci colonne. Lavori successivi portano la chiesa all'aspetto attuale. Il campanile, il cui basamento conserva le uniche tracce dell'originaria chiesa romanica,è la torre del castello dei Marliani; la porta in mattoni è stata aggiunta su consiglio di Federico Borromeo. Nel 1936, in occasione dell'anniversario del trentesimo anno dall'ingresso di monsignor Gerolamo Colombo, parroco dal 1943, viene innalzata la cuspide.
Il portale è sormontato da un arco, al cui interno è posto un mosaico raffigurante il martirio di Santo Stefano, restaurato il 23 giugno 1984.
Nel XIII secolo, svolse il ruolo di plebana di ventiquattro chiese, ma già dal 1068 poteva fregiarsi del titolo di collegiata, dotata di un capitolo di otto canonici. Dal 1998 al 1º novembre 2009 è stata retta dal prevosto e decano monsignor Giovanni Montorfano, succeduto al prevosto don Giuseppe Tagliabue, che resse la parrocchia per 31 anni. Dal 2009, il prevosto è don Luigi Redaelli.
Dal 1º novembre 2009 le tre Parrocchie di Mariano Comense sono guidate da un unico Pastore, il Prevosto don Luigi Redaelli. Il nuovo Prevosto ha il compito di riunire in una grande Comunità Pastorale di circa 24 000 abitanti la Parrocchia Prepositurale di S. Stefano Protomartire, Sacro Cuore e Sant'Alessandro Martire, pur mantenendo l'identità delle singole istituzioni, secondo le nuove normative dell'Arcidiocesi di Milano.

##### Battistero di San Giovanni Battista

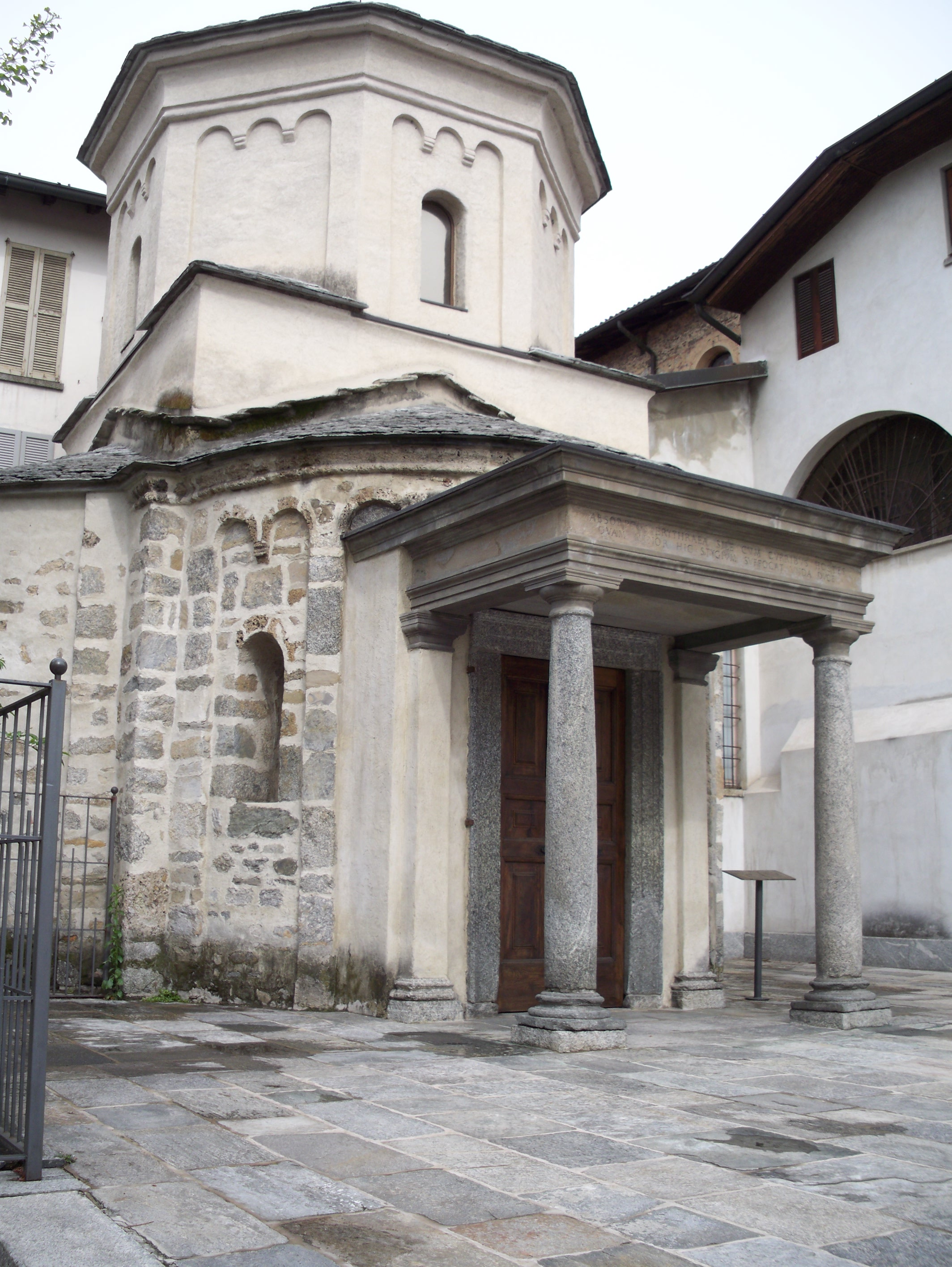
Il battistero di San Giovanni Battista.

A lato della chiesa di Santo Stefano si trova il Battistero dedicato a San Giovanni Battista, costruzione che richiama alcuni elementi stilistici dell'omonima architettura presente nel complesso monumentale di Galliano. Monumento Nazionale dal 1912, il Battistero di San Giovanni Battista di Mariano Comense è una costruzione quadrangolare in stile romanico con cupola ottagonale, risalente al periodo intorno all'anno Mille, più precisamente verso la fine del XI secolo. Il battistero venne ricostruito in seguito a una pressoché totale distruzione degli edifici preesistenti, tagliando alcune tombe presenti sull'area.
La porta, originariamente a ovest, viene fatta spostare a est da Federico Borromeo, riparata da un portichetto che reca la seguente incisione:
Entrando, ai lati della porta, sono presenti due colonne sormontate da due capitelli. Quello di sinistra è in marmo paglierino e presenta rilievi pronunciati raffiguranti grappoli sugli spigoli e un volto ovale al centro; quello di destra è in calcare bianco, istoriato sulla parte anteriore con motivi che richiamano l'arte romanica. La cupola ottagonale non nasce con la struttura del pavimento, ma da speciali strutture che trasformano un sottostante quadrato in ottagono.
Nel corso del Novecento, alcuni lavori dell'altare riportano alla luce una capsella databile al V secolo, piccolo oggetto in legno ricoperto da alcune piastre in argento sulle quali sono riportate alcune figure. La capsella si trovava all'interno di un piccolo reliquiario in pietra.
Il 23 novembre 1999 si decide di restaurare il Battistero. Gli scavi archeologici portano alla luce una vasca battesimale ad immersione, mentre l'inizio dei lavori di restauro rivelano una porta laterale di tramontana che collegava il Battistero con il cimitero a lato della chiesa, e che fu poi chiusa con l'ampliamento della parrocchiale. Il 23 dicembre 2000 il cardinale arcivescovo Carlo Maria Martini inaugura l'opera restaurata.

#### Santuario di San Rocco
La data di fondazione del Santuario di San Rocco è sconosciuta, ma esisteva già nel 1570. Utilizzato come lazzaretto durante le epidemie di peste e colera, nel 1788 la Regia Intendenza Politica di Milano lo trasforma in una scuola maschile, mentre quella femminile viene allestita nell'attiguo oratorio. In seguito alla Rivoluzione francese, viene venduto a Francesco e Luigi Villa, che lo destinano all'uso abitativo. Riscattato, il 16 luglio 1825 il prevosto Carlo Romanò lo ripristina al culto. La facciata e il campanile vengono ristrutturati nel 1928 dall'ingegner Francesco Arcelli.
Sul lato del santuario che dà su via San Rocco c'è l'ossario di due condannati a morte il 24 settembre 1778.

#### Chiesa parrocchiale del Sacro Cuore
Progettata dall'architetto Mezzanotte, viene edificata negli anni cinquanta e sessanta durante l'espansione urbana ed è ubicata nella zona a sud della Ferrovia, su un terreno donato alla Parrocchia Santo Stefano dall'allora prevosto Giuseppe Bianchi. Il 3 agosto 1959, la prima pietra viene benedetta dall'arcivescovo di Milano Montini, poi Papa Paolo VI.
Il 30 settembre 1982 viene elevata a parrocchia: il primo parroco, Franco Monti, entra il successivo 8 dicembre. A settembre 1988 viene posata la prima pietra per ampliare la chiesa, che viene terminata nel 1991.
A dicembre 2000 cominciano i lavori per la costruzione del campanile, terminati il 18 marzo 2002 con l'installazione delle campane nella cella campanaria.

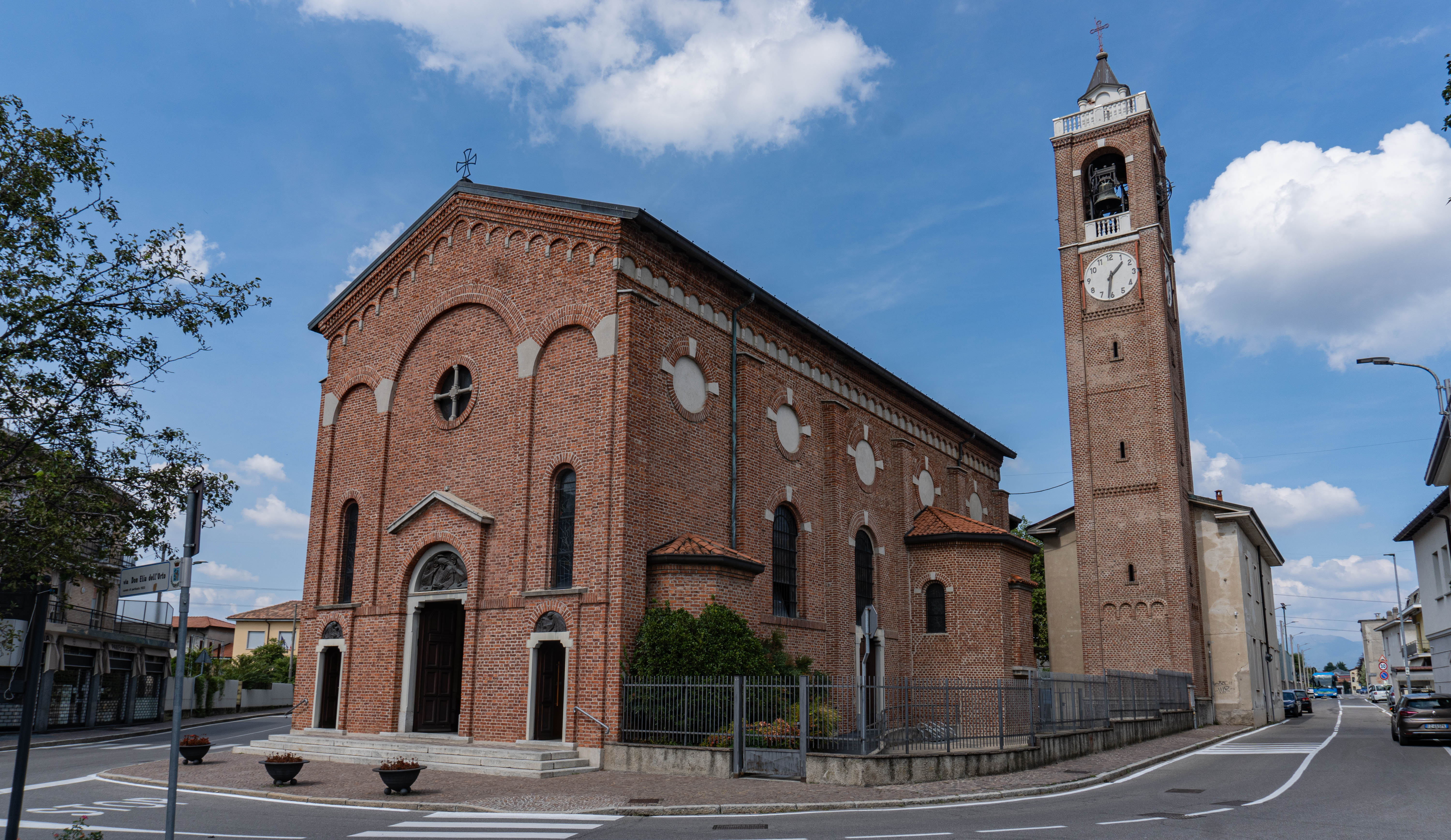
Chiesa di Sant'Alessandro.

#### Chiesa Parrocchiale di Sant'Alessandro
La chiesa di Sant'Alessandro fu costruita nel 1900 nella frazione di Perticato. Nel 1925 il commerciante milanese di legname Carlo Spezia donò il terreno del Cimitero. L'anno seguente, venne elevata a parrocchia; il primo curato fece il suo ingresso il 26 ottobre 1926.

#### Chiesa di San Francesco

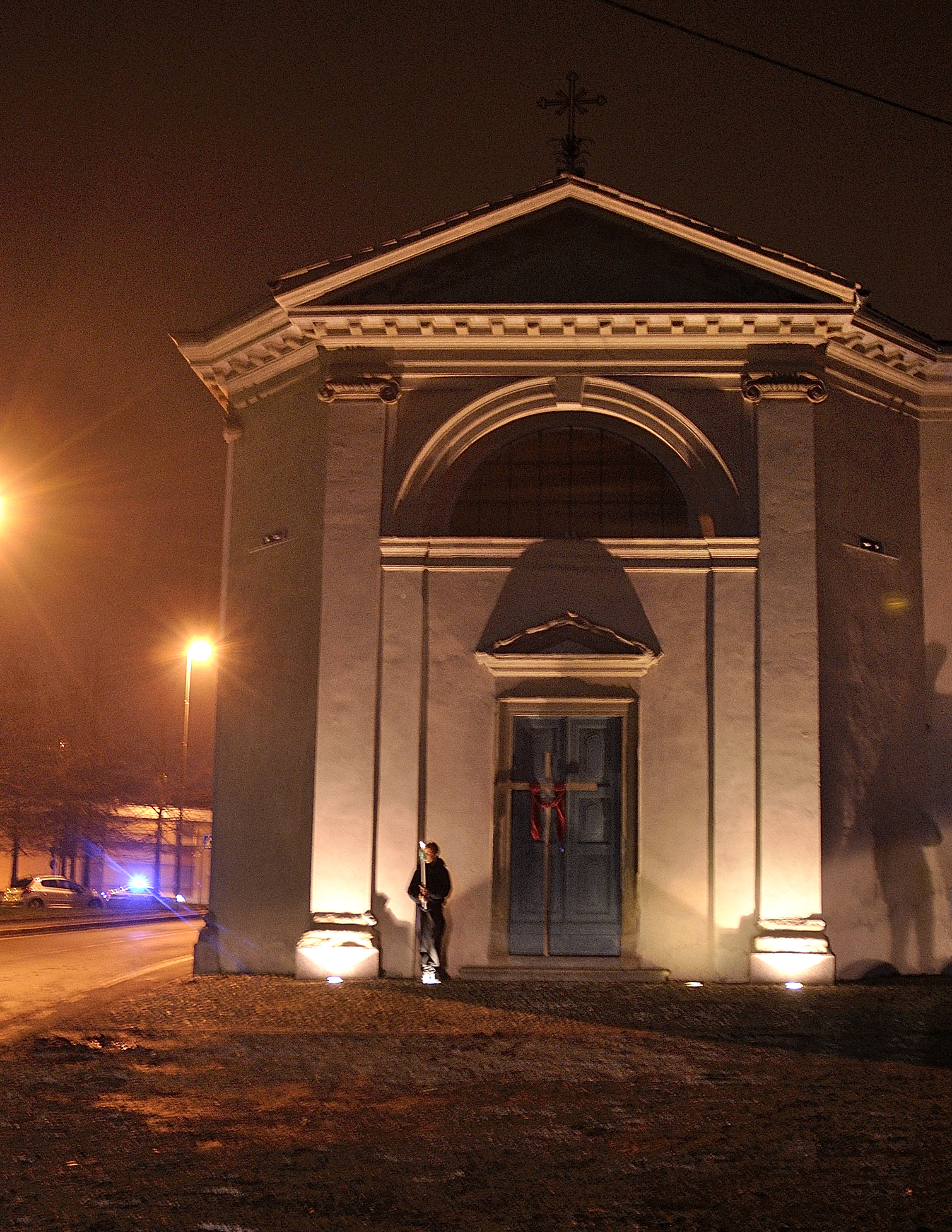
Chiesa di San Francesco.

Fondata nel 1228 da Sant'Antonio da Padova come convento francescano, la struttura originale, d'impronta romanica, aveva tre navate, con abside circolare e senza campanile. Il primo campanile è stato costruito nel Seicento, ma è stato subito demolito perché minacciava la stabilità della chiesa stessa. In seguito, sul muro di facciata ne è stato eretto uno a vela con due campane ed è rimasta solo la navata principale, mentre quelle laterali sono state trasformate in otto cappelle. Nel 1600 viene rifatto il chiostro con colonne in pietra di Molera.
Il 30 luglio 1795 il convento viene assoggettato a un'imposta per coprire le spese di guerra sostenute dall'esercito francese per liberare la Lombardia dal dominio austriaco. Non avendo i fondi sufficienti per pagare il contributo, Napoleone ordina la soppressione del convento nel 1799: la comunità di frati viene trasferita a Casale Maggiore e tutti gli arredi vengono acquistati dal conte Ignazio Besana, che distrugge un terzo del chiostro, più di metà della chiesa e nasconde il colonnato di ponente.
Nel 2000 il campanile a vela è stato abbattuto durante i lavori di restauro, ma è stato riedificato in seguito a una denuncia ai Carabinieri. Alla fine del 2011, la chiesa è stata ristrutturata e riaperta al culto.

#### Chiesetta di San Martino
Costruita a Gattedo tra Mariano Comense e Carugo in mezzo agli edifici della cascina di San Martino, la chiesa risale al X-XI secolo ed è decorata da affreschi dell'XI-XII secolo sulla vita del santo. Pur trovandosi nel territorio di Mariano, dipende dalla parrocchia di Carugo.

### Architetture civili
Nella facciata di un edificio in piazza Roma è possibile osservare alcuni elementi architettonici appartenuti al vecchio Broletto del XIII secolo. Sul territorio comunale sono state edificate molte ville signorili, alcune ristrutturate e riutilizzate dal comune e altre distrutte. Le principali sono:
- villa Sormani, già antica residenza dei Marliani, costruita nel 1712 e rimaneggiata nel 1844[53], recentemente ristrutturata;
- villa Porta Spinola, il cui giardino è stato trasformato in Parco pubblico e l'edificio in Casa di Riposo;
- villa Besana, già convento di San Francesco,[10] la costruzione del quale risale al 1459[54];
- villa Passalacqua Trotti, risalente al 1857 e oggetto di ulteriori interventi nel 1892[55], dal 1895 sede degli uffici comunali.

## Società

### Evoluzione demografica

#### Demografia pre-unitaria
- 1 512 abitanti nel 1751[12]
- 2 235 abitanti nel 1771 dopo l'annessione di Perticato[13]
- 2 326 abitanti nel 1790[56]
- 2 291 abitanti nel 1799[14]
- 2 505 abitanti nel 1805[14]
- 2 911 abitanti nel 1809 dopo l'annessione di Cabiate[14]
- 4 139 abitanti nel 1853[15]
- 4 347 abitanti nel 1859[57]

#### Demografia post-unitaria
Abitanti censiti

### Etnie e minoranze straniere
Secondo i dati ISTAT al 1º gennaio 2024 la popolazione straniera residente era di 2 258 persone, l'8,9% dei residenti totali. Le nazionalità rappresentate erano, in maggioranza:
| Pos. | Cittadinanza | Popolazione | Percentuale |
| ---- | ------------ | ----------- | ----------- |
| 1    | Romania      | 404         | 17,9%       |
| 2    | Pakistan     | 278         | 12,3%       |
| 3    | Ucraina      | 268         | 11,9%       |
| 4    | Albania      | 221         | 9,8%        |
| 5    | Marocco      | 155         | 6,9%        |
| 6    | Senegal      | 123         | 5,4%        |
| 6    | Cina         | 122         | 5,4%        |
| 8    | Perù         | 97          | 4,3%        |
| 8    | Egitto       | 63          | 2,8%        |
| 10   | Moldavia     | 39          | 1,7%        |
| 10   | Filippine    | 39          | 1,7%        |

### Istituzioni, enti e associazioni
L'ospedale di Mariano Comense è il Felice Villa, che prende il nome da un benestante milanese che, alla sua morte nel 1898, destinò 200.000 lire del suo patrimonio alla città natale per la costruzione dell'ospedale. Nel 1901 nasce l'Ente Morale Felice Villa e viene nominato il primo consiglio d'amministrazione dell'ospedale: il presidente è Enrico Porta Spinola, i consiglieri Giovanna Besana, Francesco Brenna, Francesco Arcelli e Giacomo Albasini, mentre il segretario è Eraldo Tosetti. Dopo la prima guerra mondiale e con il Fascismo, l'ospedale viene consorziato con quello di Giussano e diventa infermeria. Dopo la liberazione, nell'aprile 1948 il consorzio viene sciolto grazie al Prefetto di Como, che accoglie la richiesta dei cittadini. Nel frattempo, viene indetta una raccolta fondi per ristrutturare e ampliare l'ospedale, che riapre rinnovato il 1º settembre 1952.
Dalla fine degli anni novanta del 1900 non è più presente il reparto maternità e il pronto soccorso. Nel 2015, è un presidio polispecialistico dell'Ospedale Sant'Anna di Como, utilizzato come struttura per esami Asl, esami del sangue, visite specialistiche e centro diabetologia. Nelle vicinanze si trovano la croce bianca sezione di Mariano Comense, una base per atterraggio elicotteri e un centro per la salute mentale. Tra ottobre e novembre 2015 sono stati effettuati lavori di restauro che hanno comportato la chiusura dei reparti e il trasferimento di essi nel vicino ospedale di Cantù.

## Cultura

### Istruzione

#### Biblioteche
Mariano Comense ha una biblioteca comunale, sita in via Garibaldi, che fa parte del Sistema Bibliotecario della Brianza Comasca. I servizi offerti dalla biblioteca sono il prestito, la consultazione in sede, l'interprestito su area sistemica e provinciale, la sala ragazzi, l'emeroteca e la sezione di storia locale.

#### Scuole
La scuola più vecchia della città è situata in via Passalacqua Trotti. Edificata su un terreno della nobile casa D'Adda, Trotti e Passalacqua, è stata inaugurata il 10 maggio 1912; viene in seguito dedicata alla ricorrenza del 4 novembre e ospita le scuole elementari e medie come istituto comprensivo.
Tra gli anni sessanta e settanta vengono progettati e realizzati i plessi per la scuola elementare e materna di via Sant'Ambrogio e via Parini; in seguito, viene edificata la scuola media Dante Alighieri. I due plessi di via Parini, da scuola materna ed elementare, sono stati poi convertiti, rispettivamente, in asilo nido e scuola materna, mentre la scuola media Dante Alighieri ospita anche parte della scuola elementare dell'istituto comprensivo IV Novembre.
Nel territorio comunale sono presenti anche l'istituto tecnico commerciale Jean Monnet e l'istituto tecnico industriale statale Magistri Cumacini.

### Musica
In città è presente "L'antico e premiato corpo musicale di Mariano Comense", fondato nel 1851 da alcuni militari austriaci e tuttora esistente. Questa scuola musicale, vincitrice di molti premi nazionali ed internazionali, è riconosciuta come una delle migliori di tutta la Brianza.

## Geografia antropica

### Contrade di Mariano Comense
In Mariano sono presenti cinque grandi contrade o rioni, che ogni anno si danno battaglia nel Palio delle contrade. I rioni che vi partecipano sono: Sant'Alessandro, Santo Stefano, San Rocco, San Maurizio e Sant'Ambrogio. Nell'Albo d'oro, la contrada di San Maurizio è in testa. L'ultima edizione, la XVI, svoltasi nel mese di settembre 2008, ha visto per la prima volta vincitrice la contrada di San Rocco.

## Economia
Il comune è celebre specialmente per la lavorazione del legno, in cui sono impiegate oltre 1 000 unità locali, con coesistenza di grandi complessi noti in tutta Italia e all'estero e di modeste fabbriche, anche a carattere artigianale. Accanto a queste aziende ne fioriscono numerose altre complementari, come tappezzerie, vetrerie, laboratori per la doratura e per l'intaglio del legno, e altre ancora nei settori tessile e dell'abbigliamento.
Decine di persone sono impiegate anche nell'industria locale di imbottigliamento e bibite, che lavora per marchi nazionali quali Altromercato.
Mariano cominciò a essere un vero centro industriale solo nel secondo dopoguerra, a seguito del cosiddetto boom economico. Prima degli anni sessanta l'economia cittadina si basava per lo più sulle coltivazioni di grano e mais.

## Infrastrutture e trasporti
Dalla città passa la strada provinciale SP 32, che funge da collegamento tra la ex strada statale 35 dei Giovi e la strada statale 36 del Lago di Como e dello Spluga.
La stazione di Mariano Comense, posta lungo la ferrovia Milano-Asso, è servita da corse regionali e dalla linea suburbana S2 (Mariano Comense-Milano Rogoredo) operate da Trenord nell'ambito del contratto di servizio stipulato con la Regione Lombardia.
Dal 1912 al 1952 il comune era inoltre servito dalla tranvia Monza–Meda–Cantù.
Mariano è toccata dalle linee autobus C80 (ricopre in massima parte il percorso della tranvia sulla direttrice Cantù - Meda - Seregno - Monza), C81 Perticato-Mariano-Cantù e C82 Mariano-Novedrate-Cantù di ASF Autolinee; da due corse della linea C84 Lomazzo-Cantù (prolungamento Mariano scuole) di Ferrovie Nord Milano Autoservizi e dalla z221 Mariano - Carate B. - Macherio - Monza - Sesto S. Giovanni di Autoguidovie.

## Amministrazione
| Periodo         | Periodo         | Primo cittadino        | Partito                       | Carica                  | Note                 |
| --------------- | --------------- | ---------------------- | ----------------------------- | ----------------------- | -------------------- |
| 7 maggio 1995   | 27 giugno 2004  | Renato Livio Viganò    | Coalizione di Centro-sinistra | Sindaco                 | [ 67 ] [ 68 ]        |
| 28 giugno 2004  | 6 dicembre 2013 | Alessandro Turati      | Coalizione di Centro-destra   | Sindaco                 | [ 69 ] [ 70 ] [ 71 ] |
| 7 dicembre 2013 | 24 maggio 2014  | Corrado Conforto Galli |                               | Commissario prefettizio |                      |
| 25 maggio 2014  | 25 maggio 2019  | Giovanni Marchisio     | Coalizione di Centro-sinistra | Sindaco                 | [ 72 ] [ 73 ]        |
| 25 maggio 2019  | 9 giugno 2024   | Giovanni Alberti       | Coalizione di Centro-destra   | Sindaco                 | [ 74 ]               |
| 9 giugno 2024   | in carica       | Giovanni Alberti       | Coalizione di Centro-destra   | Sindaco                 | [ 74 ]               |

## Sport

### Calcio
L'USD Mariano Calcio è la principale società calcistica di Mariano Comense.

### Atletica
L'Atletica Mariano Comense è la principale società di atletica della cittadina di Mariano Comense.

### Pallavolo
Nella città di Mariano Comense è presente la società di pallavolo ASD Union Volley Mariano, con una serie di squadre di squadre, categorie giovanili e di S3/minivolley.

### Pallacanestro
Nella città di Mariano Comense è presente la società di pallacanestro Sant'Ambrogio Mariano, con una serie di squadre e le categorie minori del minibasket.

### Impianti sportivi
Sono presenti diversi impianti sportivi e palestre comunali: il centro sportivo Città di Mariano in via Santa Caterina, dove è presente un campo da calcio a 11 in erba e una pista di atletica, il centro sportivo di via per Cabiate, dove è presente un campo da calcio a 11 in erba sintetica, un campo in calcestre per gli allenamenti e una palestra per pallacanestro e pallavolo, il Pala San Rocco di via Kennedy, utilizzato prevalentemente per le partite casalinghe della Pallacanestro Mariano 2008 e il Palazzetto di Perticato (frazione di Mariano Comense), dove sono presenti sia la palestra per pallacanestro e pallavolo, sia una palestra per ulteriori attività ginniche. Sono poi presenti e dediti alle attività sportive gli impianti presso gli edifici scolastici.